# Poręba (Cianowice)
Poręba – część wsi Cianowice w Polsce, położona w województwie małopolskim, w powiecie krakowskim, w gminie Skała.
W latach 1975–1998 część wsi administracyjnie należała do województwa krakowskiego.